# Aeroportul Egilsstaðir
Aeroportul Egilsstaðir (IATA: EGS, ICAO: BIEG) este un aeroport din Eastern Region⁠(d), Islanda ce deservește zona Egilsstaðir⁠(d). Aeroportul a fost tranzitat în 2022 de 91.919 pasageri. A fost deschis în 1968 și numit după zona deservită.
Situat la o altitudine de 23 m, aeroportul dispune de o singură pistă. Este operat de Isavia⁠(d).